# Station Nation
Nation is een station, gelegen op de grens tussen het elfde arrondissement en het twaalfde arrondissement in de Franse hoofdstad Parijs.

## Geschiedenis
Het station werd op 14 december 1969 geopend.

## Het station
Nation ligt aan RER A en is een ondergronds station. Het staat in verbinding met de Parijse metrolijnen. Vanaf Nation kan men reizen in verschillende richtingen.

## Overstapmogelijkheid
Er is een overstap mogelijk tussen:
- Parijse metro: 1, 2, 6 en 9 (rijdt vanaf het metrostation Nation)
- Bus: 26, 56, 57, 86, 351
- Noctilien: N11, N33

## Vorige en volgende stations
| Richting                   | Vorig station | Lijn  | Volgend station | Richting                    |
| -------------------------- | ------------- | ----- | --------------- | --------------------------- |
| Saint-Germain-en-Laye A1   | Gare de Lyon  | RER A | Vincennes       | Boissy-Saint-Léger A2       |
| Cergy-le-Haut A3 Poissy A5 | Gare de Lyon  | RER A | Vincennes       | Marne-la-Vallee - Chessy A4 |